# Unia Partii Umiarkowanych
Unia Partii Umiarkowanych (ang. Union of Moderate Parties, fr. Union des Partis Moderés) – konserwatywna frankofońska vanuacka partia polityczna.
Powstała po klęsce wyborczej rządzącej Partii Pracy w wyborach z 1991 i jest obecnie największą partią opozycyjną w parlamencie Vanuatu. W wyborach parlamentarnych z 2004 partia zdobyła 9 na 52 miejsc. Z jej szeregów wywodzili się m.in. premierzy kraju Maxime Carlot Korman, Serge Vohor i Ishmael Kalsakau (który do dziś jest przewodniczącym partii), prezydenci: Alfred Maseng, John Bani i Josias Moli, a także jedna z siedmiu kobiet wybranych do Parlamentu Vanuatu w historii kraju – Gloria Julia King.